# Port lotniczy Nadżran
Port lotniczy Nadżran (IATA: EAM, ICAO: OENG) – port lotniczy położony w Nadżran, w prowincji Nadżran, w Arabii Saudyjskiej.

## Linie lotnicze i połączenia
| Linia Lotnicza | Kierunek                     |
| -------------- | ---------------------------- |
| Air Arabia     | 1. Szardża                   |
| flyadeal       | 1. Dammam 2. Rijad           |
| Flydubai       | 1. Dubaj                     |
| Flynas         | 1. Dammam 2. Dżudda 3. Rijad |
| Saudia         | 1. Dżudda 2. Rijad           |